# Tortricopsis semijunctella
Tortricopsis semijunctella là một loài bướm đêm thuộc họ Oecophoridae. Nó là loài đặc hữu của Kauai.
Chiều dài cánh trước là 10–14 mm. Con trưởng thành bay quanh năm.

## Hình ảnh

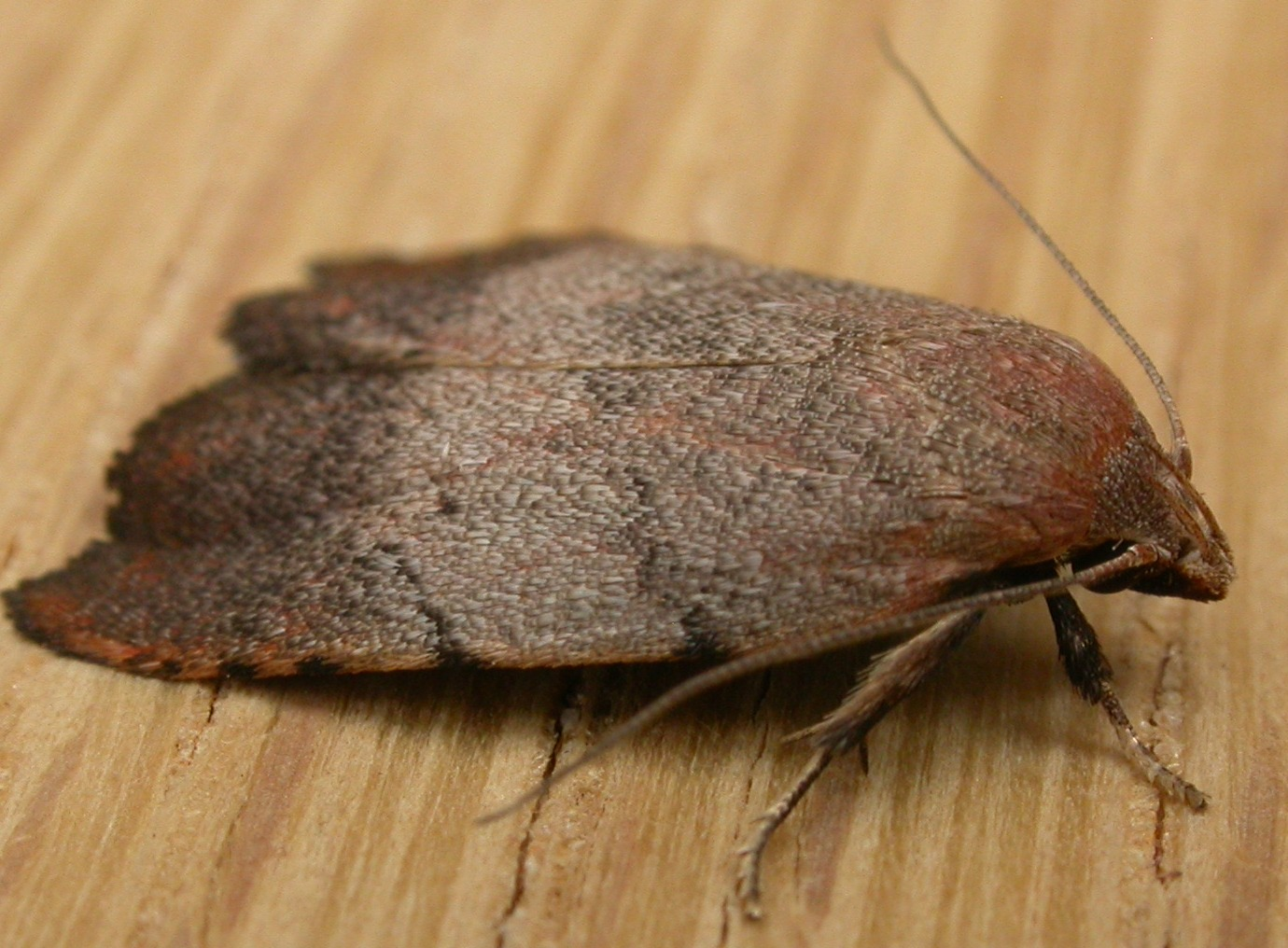